# Georgia ai XXIV Giochi olimpici invernali
La Georgia ha partecipato ai XXIV Giochi olimpici invernali, che si sono svolti dal 4 al 20 febbraio 2022 a Pechino in Cina, con una delegazione composta da 26 atleti.

## Delegazione
| Sport                 | Uomini | Donne | Totale |
| --------------------- | ------ | ----- | ------ |
| Pattinaggio di figura | 3      | 3     | 6      |
| Sci alpino            | 1      | 1     | 2      |
| Slittino              | 1      | 0     | 1      |
| Totale                | 5      | 4     | 9      |

## Risultati

### Pattinaggio di figura
| Atleta                         | Evento            | Programma corto | Programma corto | Programma libero | Programma libero | Totale | Totale    |
| Atleta                         | Evento            | Punti           | Posizione       | Punti            | Posizione        | Punti  | Posizione |
| ------------------------------ | ----------------- | --------------- | --------------- | ---------------- | ---------------- | ------ | --------- |
| Moris Qvitelashvili            | Singolo maschile  | 97,98           | 5º Q            | 170,64           | 11º              | 268,62 | 10º       |
| Anastasija Gubanova            | Singolo femminile | 65,40           | 10ª Q           | 135,58           | 10ª              | 200,98 | 10ª       |
| Karina Safina / Luka Berulava  | Coppie            | 66,11           | 9º Q            | 126,33           | 8º               | 192,44 | 9º        |
| Maria Kazakova / Georgy Reviya | Danza su ghiaccio | 67,08           | 18º Q           | 97,25            | 19º              | 164,33 | 19º       |

Gara a squadre
| Gara   | Atleta                         | Programma corto | Programma corto | Programma libero | Programma libero | Totale | Totale    |
| Gara   | Atleta                         | Punti           | Posizione       | Punti            | Posizione        | Punti  | Posizione |
| ------ | ------------------------------ | --------------- | --------------- | ---------------- | ---------------- | ------ | --------- |
| Uomini | Moris Qvitelashvili            | 7               | 4ª              | DNF              | DNF              | DNF    | DNF       |
| Donne  | Anastasija Gubanova            | 7               | 3ª              | DNF              | DNF              | DNF    | DNF       |
| Coppie | Karina Safina / Luka Berulava  | 5               | 6ª              | DNF              | DNF              | DNF    | DNF       |
| Danza  | Maria Kazakova / Georgy Reviya | 3               | 8ª              | DNF              | DNF              | DNF    | DNF       |

### Sci alpino
| Atleta          | Evento                    | Tempo     | Tempo     | Tempo    | Posizione |
| Atleta          | Evento                    | 1ª manche | 2ª manche | Totale   | Posizione |
| --------------- | ------------------------- | --------- | --------- | -------- | --------- |
| Soso Japharidze | Slalom speciale maschile  | DNF       | DNF       | DNF      | DNF       |
| Soso Japharidze | Slalom gigante maschile   | 1'02"02   | '55''87   | 1'57''89 | 32ª       |
| Nino Tsiklauri  | Slalom speciale femminile | 1'04''49  | 1'05''38  | 2'09''87 | 34ª       |
| Nino Tsiklauri  | Slalom gigante femminile  | 1'00''11  | 1'00''37  | 2'00''48 | 42ª       |

### Slittino

#### Uomini
| Atleta               | Evento  | 1ª manche | 1ª manche | 2ª manche | 2ª manche | 3ª manche | 3ª manche | 4ª manche | 4ª manche | Totale    | Totale |
| Atleta               | Evento  | Tempo     | Pos.      | Tempo     | Pos.      | Tempo     | Pos.      | Tempo     | Pos.      | Tempo     | Pos.   |
| -------------------- | ------- | --------- | --------- | --------- | --------- | --------- | --------- | --------- | --------- | --------- | ------ |
| Saba Kumarit'ashvili | Singolo | 1'00''211 | 30º       | 1'00''146 | 33º       | 1'00''036 | 31º       | DNF       | DNF       | 3'00''393 | 31º    |